# Fitomelanina

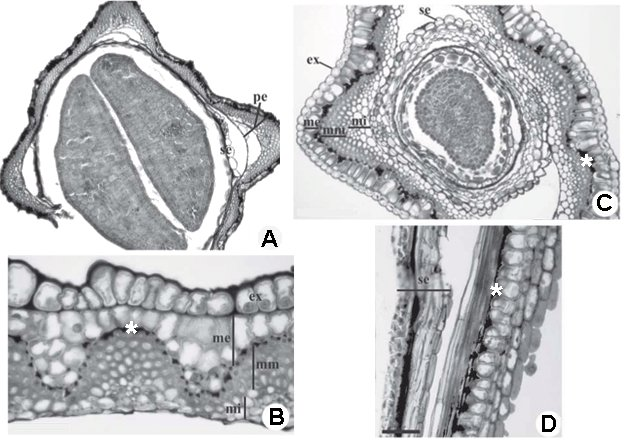
Morfoanatomia do fruto de Bidens gardneri (AB) e Bidens pilosa (CD). Os asteriscos indicam que a camada representada a brando é fitomelanina.

Fitomelanina é a designação utilizada em botânica para designar a camada dura, resistente, de coloração acastanhada a negra, que recobre o pericarpo das cipselas das plantas pertencentes às tribos Eupatorieae e Heliantheae da família Asteraceae e as bagas da espécies pertencentes à subfamília Asparagoideae da família Asparagaceae.

## Descrição
A fitomelanina é uma massa orgânica, acelular, formada após a fecundação através  do depósito de uma substância peculiar no espaço esquizógeno entre a zona da hipoderme a camada de fibras que forma a parede dos frutos em desenvolvimento.
A substância apresenta uma excepcional resistência aos ácidos concentrados e aos álcalis, é insolúvel em água e em solventes orgânicos. Para além disso, é muito resistente à decomposição bacteriana, bem como à destruição por insectos.
A natureza química da fitomelanina continua sem ser completamente conhecida, tendo sido descrita indistintamente como carbonácea, resinosa, taninífera e amorfa. Alguns estudos recentes indicam que se trata de um álcool polivinílico, em lugar de um poliacetileno como se supunha previamente.
Embora o termo «fitomelanina» se utilize também para designar o exsudado de coloração negra presente nas sementes de algumas plantas fora da família das asteráceas (por exemplo, muitos membros da ordem Asparagales), a sua natureza e similitude com a camada de fitomelanina das asteráceas não está clara.